# Hroznýšek východní
Hroznýšek východní (Eryx miliaris) je malý hroznýšovitý had, který se vyskytuje v pouštích a stepích Střední Asie od jižního Ruska přes Kazachstán, Irák, Afghánistán, Turkmenistán a Uzbekistán až po Čínu (od Sin-ťiang přes Kan-su až po Vnitřní Mongolsko) a Mongolsko. Systematika a definice jednotlivých druhů v rámci rodu Eryx je poměrně sporná. V rámci Eryx miliaris bývá od roku 2020 synonymizován Eryx tataricus, česky hroznýšek tatarský.
Druh hroznýšek tatarský (Eryx tataricus) je však některými herpetology pro různé morfologické odlišnosti (velikost těla, postavení očí a další) i nadále považován za samostatný druh.
Právě hroznýškovi tatarskému (E. tataricus) pak odpovídá většina charakteristik bájného pouštního červa olgoje chorchoje (kromě nadouvání části těla před útokem, změn zbarvení a zcela postrádá také schopnost usmrtit člověka na dálku). Hroznýšek tatarský žije v Mongolsku v Gobi přibližně v oblastech výskytu olgoje chorchoje, a nejčastěji se na povrchu objevuje v období aktivity tajemného červa, tedy v plném létě, červnu a červenci. Had hroznýšek se pohybuje nezvyklým způsobem – vklouzne do písku a po několika zavlněních v něm zcela zmizí. Samci měří obvykle do 50 cm a větší samice cca 70 cm, ale někteří jedinci mohou dosáhnout 100 cm. Zbarvení hroznýšků je velmi variabilní a může připomínat i „střevo naplněné krví“ podle popisů olgoje chorchoje.
Kromě zmíněných podobností s olgojem chorchojem má hroznýšek tatarský také silné, válcovité tělo, na němž při zběžném pohledu lze jen obtížně rozeznat hlavu od ocasu. Tvar hlavy usnadňuje prohrabávání pod povrchem, ale podobnost s ocasem je také účinnou obranou před predátory. Když je hroznýšek ohrožen, může hlavu schovat a nastavit nepříteli ocas. Tělo hroznýšků je navíc právě v ocasní části zpevněno kostěnými útvary uloženými v kůži – tzv. osteodermy. Kromě obsahu střeva navíc může hroznýšek při sebeobraně použí také silně páchnoucí kloakální výměšky.
Od 23. března 2024 lze hroznýška tatarského (E. tataricus) pozorovat v expozici Gobi v Zoo Praha

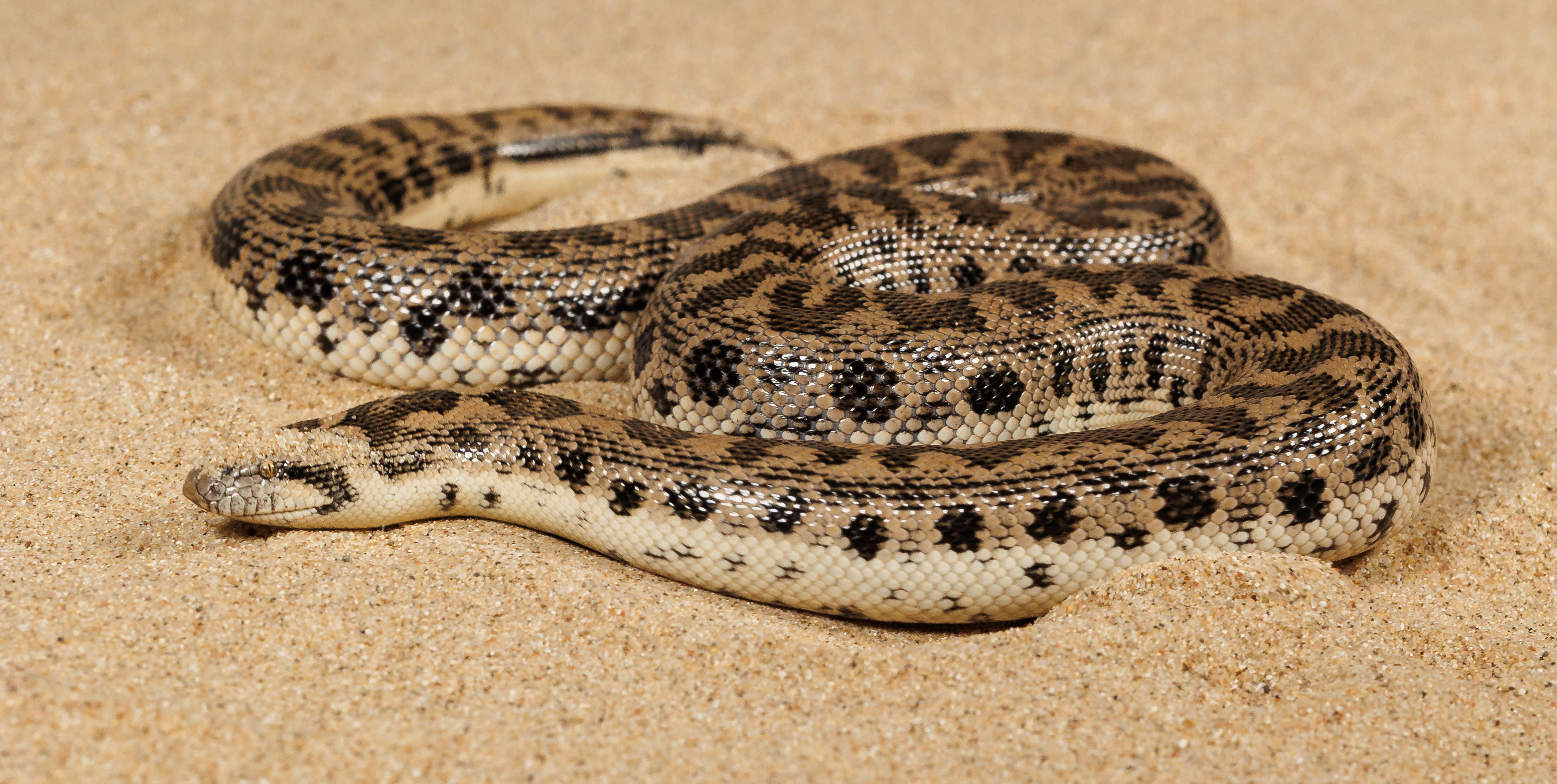
Hroznýšek tatarský (Eryx tataricus) v pražské zoologické zahradě. Foto: Miroslav Bobek, Zoo Praha